# Audrina Patridge
Audrina Cathleen Patridge (Los Angeles, Californië, 9 mei 1985) is een Amerikaanse scripted-realityster en actrice. Zij is bekend om haar deelname aan de MTV-scripted-realityshow The Hills. Patridge had tevens haar eigen realityserie The Audrina Show die in 2010 in première ging. Audrina was daarnaast te zien in de films Sorority Row en Into the Blue 2.

## Carrière

### Reality-tv
Toen Audrina naar Los Angeles verhuisde, werd zij aangenomen bij Quixote Studios als receptioniste. In 2006 verhuizen de Laguna Beach-sterren Lauren Conrad en Heidi Montag naar Los Angeles om hun MTV-show The Hills op te nemen. Audrina woonde slechts op een steenworp afstand van de MTV-productie. Toen ze lag te zonnen bij het zwembad werd ze door een van de producenten van The Hills gevraagd om deel te nemen aan de serie. Audrina raakte al snel bevriend met Lauren en Heidi. Wanneer Heidi verhuist wordt Audrina de nieuwe huisgenoot van Lauren. Gedurende het derde tot en met het vijfde seizoen van The Hills werkt Audrina bij Epic Records. Op 28 mei 2009 bevestigde ze bij een interview bij een Amerikaans radiostation dat ze The Hills verlaat om de hoofdrol te spelen in haar eigen realityshow waarin haar leven buiten The Hills centraal staat. Verrassend genoeg tekende zij hierna voor het zesde seizoen van The Hills. Haar nieuwe show, The Audrina Show, geproduceerd door Mark Burnett, werd hierdoor uitgesteld.

### Films
| Jaar | Film                      | Rol         | Opmerkingen   |
| ---- | ------------------------- | ----------- | ------------- |
| 2009 | Into The Blue 2: The Reef | Kelsey      | Direct-to-DVD |
| 2009 | Sorority Row              | Megan Blair | Bijrol        |
| 2010 | Young Americans           | Kate        | Kleine rol    |

## Persoonlijk leven
Patridge groeide op in Yorba Linda, Californië. In augustus 2008 kocht zij een huis in de wijk Hollywood Dell in Los Angeles. Ze heeft twee jongere zussen en een jongere broer. Tijdens haar deelname aan het realityprogramma The Hills had zij een knipperlichtrelatie met Justin Brescia, die ook meedeed aan deze serie. Sinds 2009 heeft ze een relatie met BMX-rider Corey Bohan. In maart 2011 verbrak zij de relatie. Deze breuk leidde tot een openbare ruzie op Twitter. In mei 2011 kwam het stel weer bij elkaar. Later trouwde het stel en kreeg samen een kind. Hun huwelijk hield echter geen stand. Ze is van Engelse, Belgische, Italiaanse, Poolse en Duitse afkomst.
- Biblioteca Nacional de España: XX4871509
- International Standard Name Identifier: 0000 0000 7315 9582
- Library of Congress Control Number: no2013054917
- Virtual International Authority File: 102362791
- WorldCat: E39PBJtRMF8pDjtfMbxvCmPCwC